# زوزو لبيب
زوزو لبيب (16 فبراير 1916 - 2 ديسمبر 1977) هي مغنية وممثلة مصرية.

## حياتها ونشأتها ومسيرتها
من مواليد الإسكندرية في 16 فبراير 1916. بدأت نشاطها الفني بالغناء في العشرينيات، وفي منتصف الثلاثينيات عملت بالسينما والمسرح مع فوزي منيب.
كانت ملامح وجهها توحي بتمكنها من لعب أدوار العاشقة والمرأة اللعوب ببراعة، حيث لعبت أدوارًا متنوعة لكن أغلبها انحصر في دور المغنية اللعوب لعل أبرزها دورها في فيلم «العز بهدلة»، كما أدت دور المرأة العاشقة وبرعت في هذه الأدوار.

## أهم أغانيها
محلا الفسحة في سكون الليل
سحرني نورك يا قمر (من فيلم «الدكتور فرحات»)
يا محلى الحب وحياته
يعيشك الهنا ياللى واحشنى أنا
ليه يا زمان دايما غدار 

## قائمة أفلامها
يوم المنى (فيلم عام 1938)
خدامتي (فيلم عام 1938)
100 ألف جنيه (فيلم 1936)
العز بهدلة (فيلم عام 1937)   
ليلة في العمر (فيلم عام 1937)     
الأبيض والأسود (فيلم عام 1936)     
خفير الدرك (فيلم عام 1936)  
الدكتور فرحات (فيلم عام 1935)  

## وصلات خارجية
- زوزو لبيب على موقع IMDb (الإنجليزية)
- زوزو لبيب على موقع الدهليز
- زوزو لبيب على موقع قاعدة بيانات الأفلام العربية
- زوزو لبيب على موقع قاعدة بيانات الفيلم (الإنجليزية)
- زوزو لبيب على موقع الدهليز
- زوزو لبيب على موقع كاروهات

https://www.youtube.com/watch?v=n9jcz_wCkwI زوزو لبيب
https://www.youtube.com/watch?v=hbSKrlDVuOo زوزو لبيب
https://www.youtube.com/watch?v=6D8zqA9JfZI زوزو لبيب
https://www.youtube.com/watch?v=wZMre_Quj3I زوزو لبيب
https://www.youtube.com/watch?v=ivFtxQcodro زوزو لبيب